# تحلیل پسین
تحلیل پسین (به انگلیسی: post hoc analysis) (از لاتین post hoc، "زین پس") شامل تجزیه و تحلیل‌های آماری است که پس از مشاهده داده‌ها انجام می‌شوند. زمانی که آزمون تحلیل واریانس ANOVA قابل توجه است، معمولاً برای کشف تفاوت‌های خاص بین میانگین‌های سه یا چند گروهی استفاده می‌شوند. این به‌طور معمول یک مشکل آزمون چندگانه ایجاد می‌کند زیرا هر تحلیل بالقوه به‌طور مؤثر یک آزمون آماری است. روش‌های آزمون چندگانه گاهی برای جبران استفاده می‌شوند، اما انجام دقیق آنها اغلب دشوار یا غیرممکن است. تحلیل پسین که بدون توجه کافی به این مشکل انجام می‌شود و تفسیر می‌شود، گاهی اوقات توسط منتقدان، سلاخی داده نامیده می‌شود؛ زیرا ارتباط‌های آماری که پیدا می‌کند اغلب جعلی هستند.

## مثال مفهومی
این مثال را AIchatting.net با پرسش "مثال آسان برای "آزمون توکی"" ارائه داده است:
فرض کنید مدیر آموزش مدرسه می‌خواهد تأثیر سه روش تدریس سنتی، مباحثه و برخط را بر نمرات امتحانی بررسی کند. او ابتدا آزمون ANOVA را روی نتایج اجرا می‌کند. این آزمون نشان می‌دهد که حداقل یک میانگین گروه با سایر گروه‌ها متفاوت است، اما مشخص نمی‌کند که کدام گروه‌ها متفاوت هستند.
تحلیل پسین  نتیجه می‌دهد که روشهای سنتی و مباحثه تفاوت چندانی ندارند؛ اما روش برخط تفاوت معنادارای با دو روش دیگر دارد.